# Nueva Colonia Tres Puentes
Nueva Colonia Tres Puentes är en ort i Mexiko, tillhörande kommunen Donato Guerra i sydvästra delen av delstaten Mexiko. Orten hade 237 invånare vid folkräkningen 2010.